# De Drie Stoepen
De Drie Stoepen is de gezamenlijke naam van drie naastgelegen rijksmonumenten uit de eerste helft van de achttiende eeuw, in het centrum van Den Haag. Naast hun oorspronkelijke functie als woning, zouden ze later onder andere dienstdoen als museum, rechtbank, ambtswoning, en (voorlopige) zetel van het Permanent Hof van Arbitrage. De naam dateert uit de jaren zestig van de twintigste eeuw, toen de panden werden gebruikt als conferentie- en uitgaanscentrum.

## Bouw
Gelegen aan de Haagse Prinsegracht, die even na 1640 werd gegraven, was het erf waarop deze drie herenhuizen zouden verrijzen, tot dan toe onbebouwd geweest. Het gebruik van de grond was in de eeuwen daarvoor beperkt gebleven tot landbouw. De meestermetselaar  Frans van Braxhoofden liet tussen 1726 en 1728 de nummers 69 en 71 bouwen naar een ontwerp van eigen hand. Hij koos daarbij voor elk huis een gevel in Lodewijk XIV-stijl, met een versierde middenpartij in een Lodewijk XVI-stijl en een kroonlijst op gesneden consoles, een hardstenen plint en hardstenen stoep. Beide stijlen liet hij terugkeren in het rijkversierde interieur. Zijn eventuele betrokkenheid bij de bouw van nummer 73 in de periode 1728 - 1730, is niet duidelijk, alhoewel dit huis qua ontwerp een geheel vormt met de andere twee. Het animo onder de notabelen van Den Haag om zich aan deze gracht te vestigen, was tot dan toe gering gebleken. Zij wilden het liefst op — of in elk geval zo dicht mogelijk bij — het statige Lange Voorhout wonen. Desalniettemin zouden zich in deze drie huizen zeer voorname inwoners van Den Haag vestigen.

## Bewoners
Onder de achttiende-eeuwse bewoners bevonden zich de secretaris van de Sociëteit van de Hoge Collegiën en van Den Haag, Paulus van Assendelft,  de griffier van de Hoge Raad van Holland, Zeeland en West-Friesland, Nicolaas van der Haar, alsmede drie Haagse burgemeesters: Jacobus van Neck (1702-1752), diens zoon Abraham van Neck (1734-1789) en Johan Patijn (1723-1787). Alexander Sweder des H.R. Rijksvrijheer van Spaen (1703-1768), generaal-majoor in het Staatse leger,  woonde hier vanaf 1749 op nummer 69 met zijn vrouw Elisabeth Agnes Jacoba gravin van Nassau la Lecq, afstammelinge van stadhouder Maurits van Oranje en diens geliefde Margaretha van Mechelen. Een jaar later werd hier hun eerste kind geboren: Willem Anne baron van Spaen la Lecq, die in 1814 de eerste voorzitter van de Hoge Raad van Adel zou worden.

## Ambassaderesidentie
De drie huizen bleven in de negentiende eeuw grotendeels in hun oorspronkelijke staat. Op nummer 69 vestigde zich rond 1830 de residentie van de Zweedse ambassadeur Abraham Konstantin baron Mouradgea d'Ohsson. In 1863 woonde in dit huis de politicus Jacobus Cornelis Bloem, lid van de Haagse gemeenteraad en minister van Financiën in het derde kabinet Van Heemskerk. Nummer 73 werd in de tweede helft van de negentiende eeuw bewoond door de Engelsman Neville D. Goldsmid, een zeer welgestelde ondernemer en kunstverzamelaar.

## Rechtbank

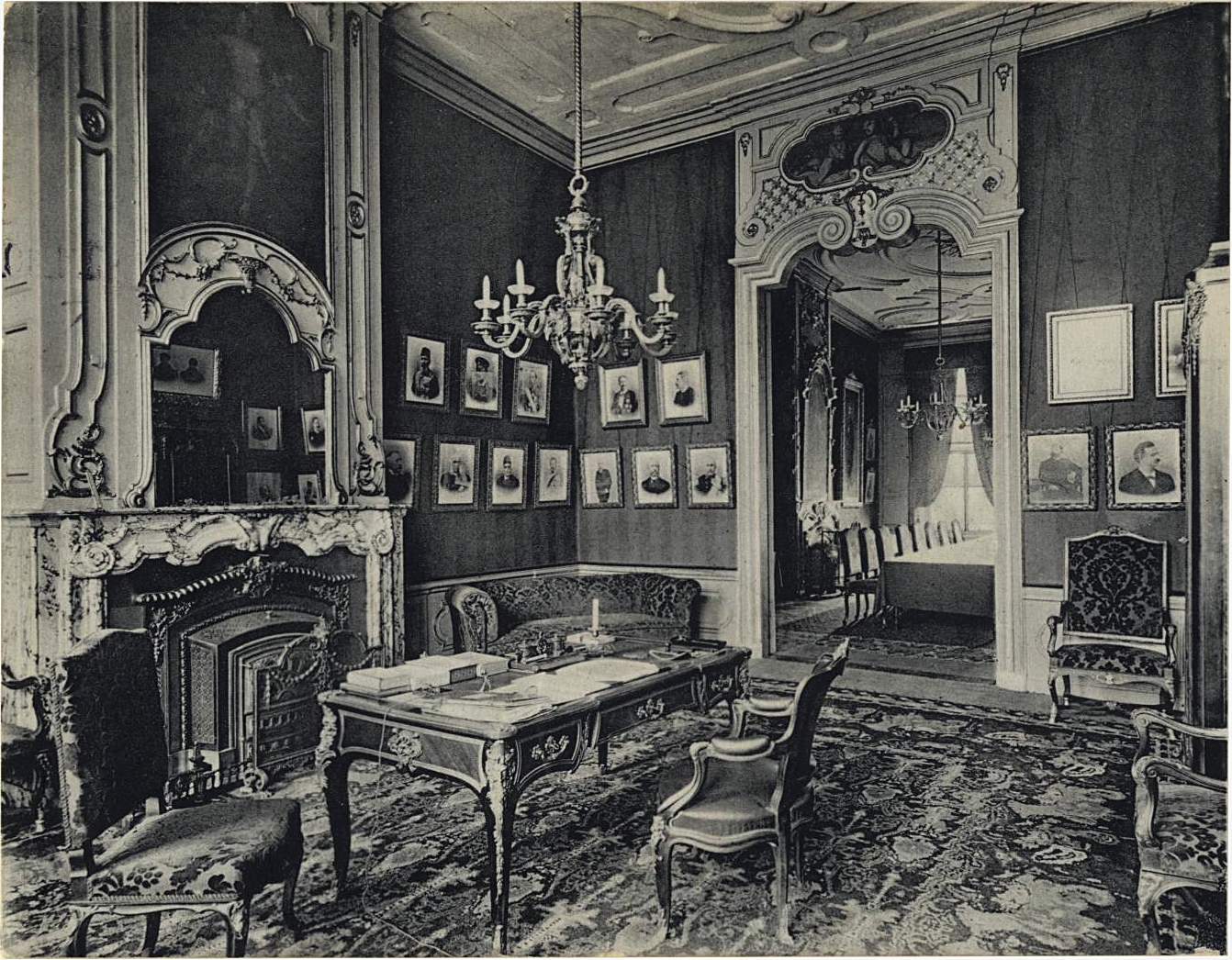
Prinsegracht 71 - Interieur van het Permanent Hof van Arbitrage (1909)

Het huis op nummer 71 heeft een opvallende geschiedenis voor wat betreft de negentiende en begin twintigste eeuw, waarbij het huis voor andere functies dan bewoning werd gebruikt. De gouverneur van Gelderland, Willem baron van Heeckeren van Kell, verkocht het pand in 1826 aan de stad Den Haag, waarna het vele jaren zou worden gebruikt als rechtbankgebouw. Na 1846 werd het weer bewoond, door Schelto baron van Heemstra, die op dat moment lid was van de Tweede Kamer der Staten-Generaal. Na zijn benoeming in 1850 als Commissaris des Konings in Utrecht trok de zakenman Willem Poolman in het huis.

## Nederlands Museum voor Geschiedenis en Kunst
Na diens overlijden in 1873 kreeg het pand een culturele bestemming, als voorlopig onderkomen van het Nederlandsch Museum voor Geschiedenis en Kunst. De leiding daarvan lag in handen van directeur David van der Kellen en zijn onderdirecteur Abraham Bredius. In het museum bevonden zich vele historische voorwerpen, waaronder schilderijen, meubelen, serviesgoed en kledingstukken, die eerder waren opgeslagen in het Mauritshuis. In 1879 bezochten 15.700 mensen dit museum, dat in 1885 zou worden opgenomen in het Rijksmuseum Amsterdam. Na de verhuizing van de collectie van het museum naar Amsterdam, werd het huis tijdelijk weer bewoond.

## Permanent Hof van Arbitrage
Vanaf 1901 was op nummer 71 de zetel gevestigd van het Permanent Hof van Arbitrage, dat in 1899 was opgericht naar aanleiding van de internationale Vredesconferentie van Den Haag. Echter de bij het hof aangesloten landen achtten de huisvesting aan de Prinsegracht niet voldoende waardig voor de vestiging van deze internationale instelling, waarop werd besloten om elders in Den Haag een passend onderkomen te bouwen. De daarop volgende ontwerpwedstrijd, het tot stand komen van de financiering en de bouw ervan, nam nog vele jaren in beslag. Pas in 1913 verhuisde het Permanent Hof van Arbitrage naar het toen gereedgekomen Vredespaleis aan het Carnegieplein in Den Haag.

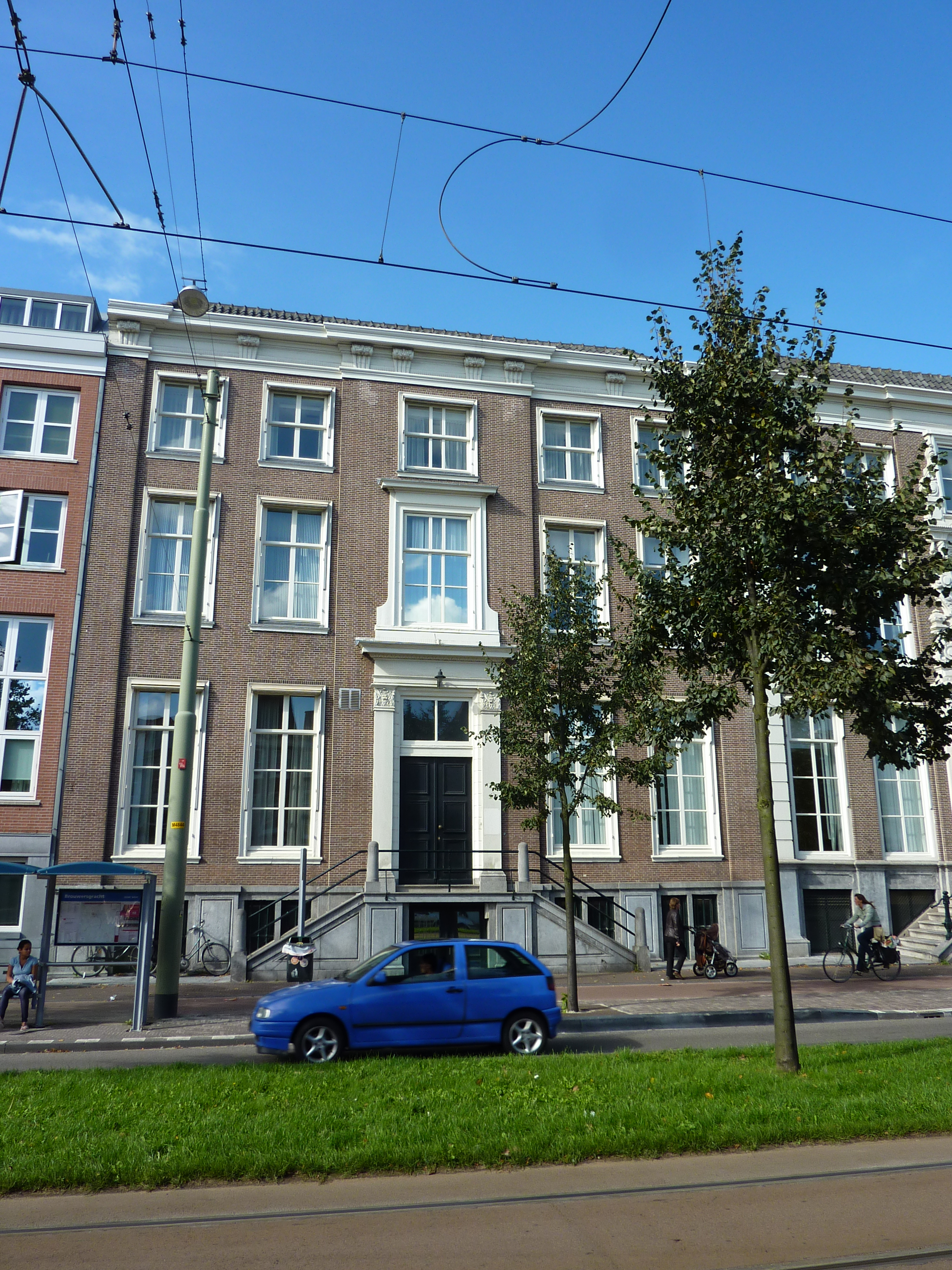
Prinsegracht 73

## Verenigingsgebouw en uitgaanscentrum
Van 1918 tot 1968 waren de drie panden gezamenlijk in eigendom van Maatschappij tot Exploitatie van het Verenigingsgebouw 'De Drie Stoepen N.V.'. De aandelen kwamen in handen van de afdeling 's-Gravenhage van de Sociaal-Democratische Arbeiderspartij (SDAP), de Haagse Bestuurdersbond, Coöperatie 'De Volharding' en de Nederlandse Bond van Personeel in Overheidsdienst (later de Algemene Bond van Ambtenaren); het gebouw werd voornamelijk gebruikt voor vergaderingen, toneeluitvoeringen, repetities, cursussen etc. van de SDAP. In de volksmond sprak men meestal van "De Drie Stoepjes". Tijdens verkiezingscampagnes werden de gevels van de gebouwen volgehangen met verkiezingsleuzen op spandoeken. Ook werd er een koffiekamer geëxploiteerd. De Drie Stoepen groeide uit tot een begrip in de Haagse uitgaanswereld. Bekende muziekgroepen gaven hier optredens. Bijvoorbeeld de rockband Golden Earring (toen nog genaamd The Golden Earrings) deed dat op 30 april en 5 mei 1965.
Nadat het gebouwencomplex in 1968 leeg kwam te staan, werd het volledig gerestaureerd. Daarna werd het in gebruik genomen door diverse instellingen uit de volksgezondheidssector. Vanaf 1972 diende het als onderkomen voor 92 personeelsleden van de gefuseerde kruisverenigingen in Zuid-Holland, het Groene Kruis, het Oranje-Groene Kruis en het Wit-Gele Kruis, die waren overgegaan tot samenwerking in de Stichting Interkruis-Zuid-Holland. De GG&GD en later het RIAGG volgde hun op, met als meest recente gebruiker een instelling voor hulpverlening aan jongeren, De Jutter.